# Лорд-адмирал

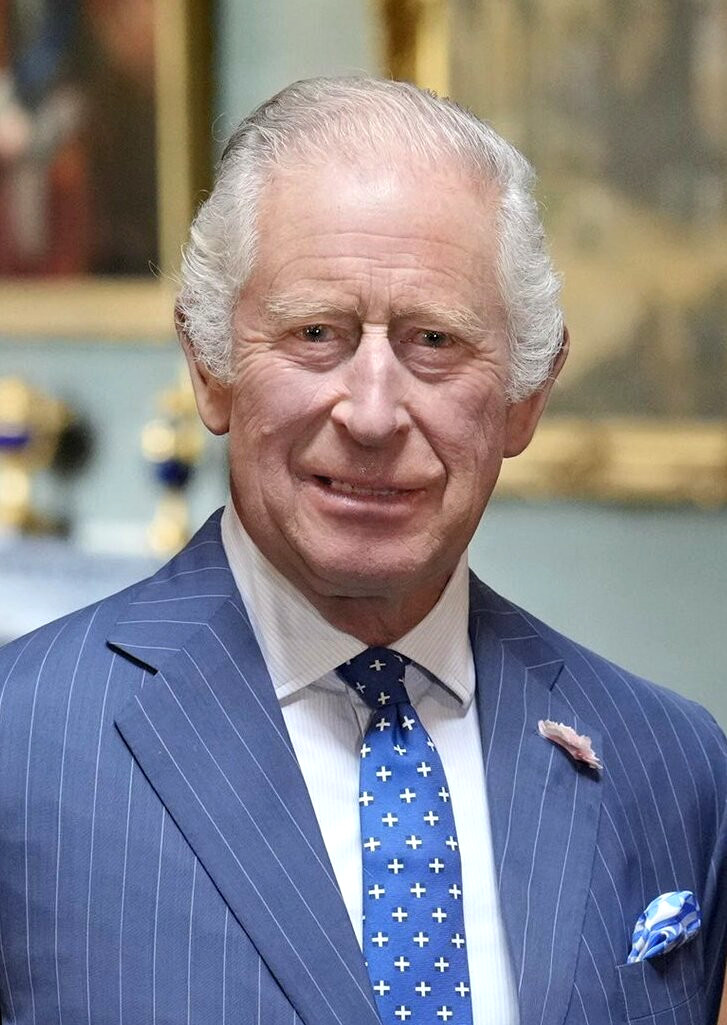
Карл III по праву короны, стал лордом-адмиралом с 8 сентября 2022 года

Лорд-адмирал (лорд верховный адмирал, англ. Lord Admiral; Lord High Admiral) — одна из высших церемониальных должностей в Великобритании.
Лорд-адмирал осуществлял верховное командование королевским флотом, контролировал состояние всех морских портов государства, судоходных бухт и побережья. Лорд-адмирал также назначал судей по морскому праву с гражданской и уголовной компетенцией.
В Англии должность лорда-адмирала возникла около 1400 года. При короле Генрихе VIII был создан Морской совет, который надзирал за всеми административными вопросами английского флота, тогда как оперативное управление осталось в руках лорда-адмирала. Начиная с 1628 года, после убийства герцога Бекингема, функции лорда-адмирала постепенно переходят к коллегиальному органу — Адмиралтейскому комитету, состоявшему из Лордов-заседателей Адмиралтейства во главе с Первым лордом Адмиралтейства, который одновременно являлся членом правящего кабинета Англии.
В Шотландии институт лорда-адмирала сформировался к началу XV века. Первоначально эта должность была наследственной в роду графов Ботвелл, а позднее — герцогов Леннокс. После объединения в 1707 году Англии и Шотландии функции лорда-адмирала Шотландии перешли к лорду-адмиралу Великобритании, которому был подчинён вице-адмирал Шотландии, обладающий, главным образом, судебными полномочиями.
Начиная с 1709 года (за исключением 1827—1828 годов) обязанности лорда-адмирала Великобритании постоянно исполняли члены Адмиралтейского комитета. В 1964 году Адмиралтейство вошло в состав Министерства обороны Великобритании, и комитет был упразднён, а церемониальный титул лорда-адмирала вернулся к короне. В 2011 году королева Елизавета II отказалась от титула лорда-адмирала и пожаловала его своему супругу, герцогу Эдинбургскому, в честь его 90-летия.
После смерти принца Филиппа в 2021 году лицо, занимающее этот пост, стало неизвестным. Неясно, вернулась ли должность лорда-адмирала обратно короне, или она в настоящее время вакантна и в этом случае останется таковой до тех пор, пока монарх либо не примет её, либо не передаст кому-то другому. Министерство обороны подтвердило, что у него нет информации по этому вопросу, но предположило, что должность была возвращена королеве Елизавете II по праву короны.